# Palazzo dei Celestini

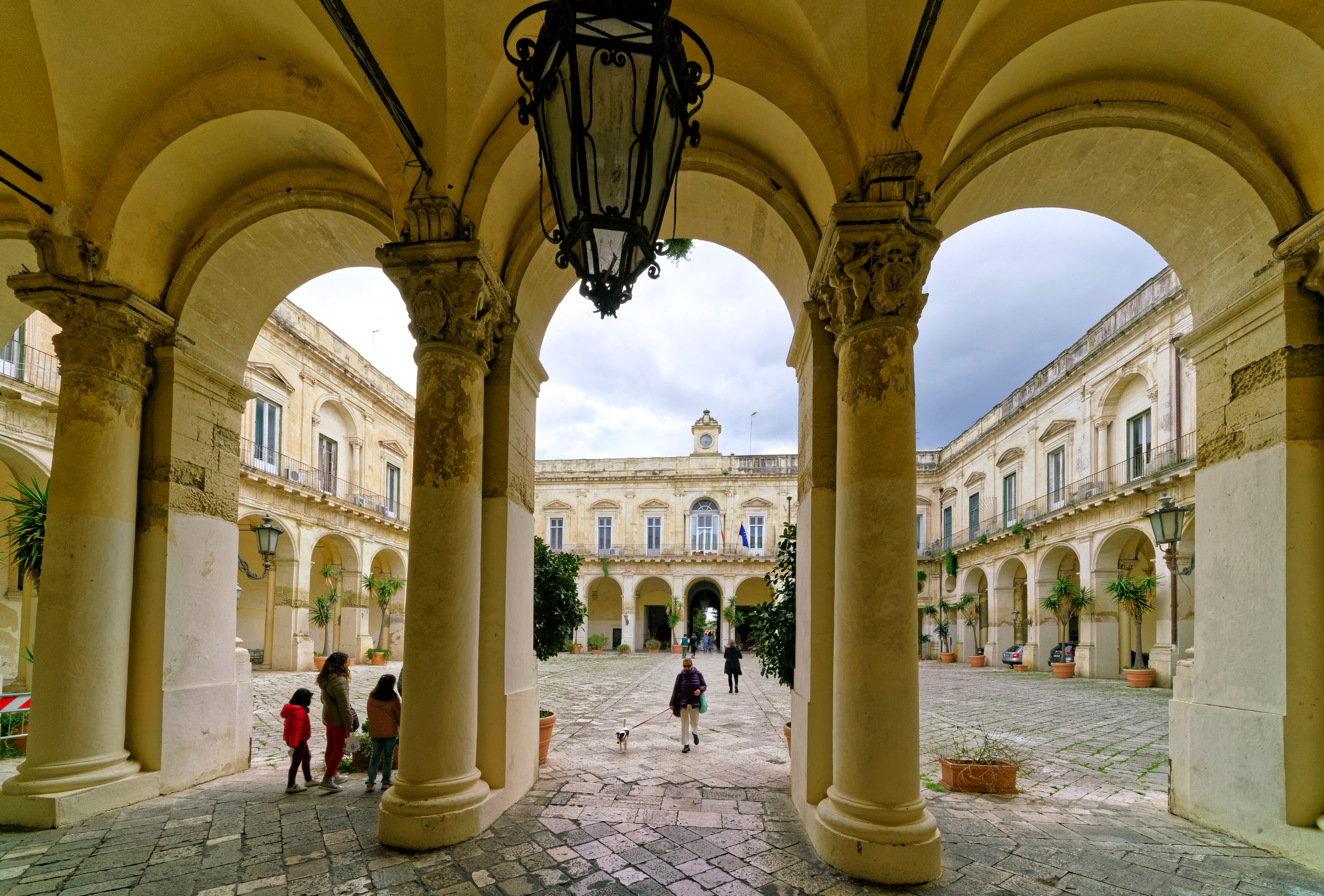
Il cortile

Il palazzo dei Celestini, per tre secoli sede del convento dei padri celestini, è un monumento barocco di Lecce. Il palazzo e la basilica di Santa Croce costituiscono un unico complesso.

## Storia
Il monastero venne istituito già nel 1352 dal conte di Lecce e duca di Atene, Gualtieri VI di Brienne. Tale complesso, affidato fin dall'inizio ai celestini, era situato sull'area occupata oggi dal castello. Nel 1549, infatti, in seguito alla volontà di Carlo V di ampliare le mura e di costruire una nuova fortezza, il convento fu abbattuto e i celestini si stabilirono nell'attuale sito.

## Descrizione
Il nuovo complesso venne costruito a partire dal 1549, su progetto del Riccardi, al quale si deve l'originario chiostro e il portale dell'annessa Basilica di Santa Croce.
I maggiori lavori furono realizzati nel '600. Il lungo prospetto (1659-1695) fu opera di due architetti leccesi; Giuseppe Zimbalo e Giuseppe Cino, i quali edificarono rispettivamente il primo e il secondo ordine.
Gli ordini della facciata risultano spartiti verticalmente da lesene. Il prospetto è arricchito da due loggette poste sui lati, da numerose finestre decorate da elaborate cornici e da un fregio ornato con scudi araldici. Il portale d'ingresso , posto al centro, presenta una decorazione di putti e grappoli di frutta.
Dopo la soppressione degli ordini, avvenuta nel 1807, il monastero divenne palazzo del Governo. Attualmente ospita gli uffici della Prefettura e della Provincia.
Al palazzo era addossata Porta San Martino, una delle quattro porte cittadine di Lecce, demolita nel 1826 perché il suo aspetto austero sfigurava accanto al Palazzo dei Celestini.